# 科薩 (博爾赫拉德區)
45°28′33″N 28°39′9″E / 45.47583°N 28.65250°E
科薩（烏克蘭語：Коса）是位於烏克蘭西南部的村莊，由敖德萨州博爾赫拉德區的克里尼奇內市鎮負責管轄。該村始建於1807年，面積0.51平方公里，海拔高度12米，2025年人口105，人口密度每平方公里474.51人。